# مايك ولمان
مايك ولمان (بالإنجليزية: Mike Wellman)‏ هو لاعب كرة قدم أمريكية أمريكي، ولد في 15 يوليو 1956 في نيوتن في الولايات المتحدة.

## وصلات خارجية
- مايك ولمان على موقع مرجع كرة القدم المحترفة.كوم (الإنجليزية)